# Irish Cup 1894-95
Irish Cup 1894–95 var den 15. udgave af Irish Cup, og turneringen blev vundet af Linfield FC, som dermed vandt turneringen for fjerde gang. Finalen fandt sted den 23. marts 1895, hvor Bohemians FC på Solitude i Belfast blev besejret med 10-1. Bohemians FC var det første hold fra Dublin, der var i en Irish Cup-finale.

## Udvalgte resultater

### Semifinaler
| Dato  | Kamp                                      | Res. | Spillested              |
| ----- | ----------------------------------------- | ---- | ----------------------- |
| 16.2. | Linfield FC – Belfast Celtic FC           | 6–1  | Solitude, Belfast       |
| 16.2. | Bohemians FC – St Columb's Hall Celtic FC | 4–1  | Grosvenor Park, Belfast |

### Finale
| Dato  | Kamp                       | Res. | Spillested        |
| ----- | -------------------------- | ---- | ----------------- |
| 23.3. | Linfield FC – Bohemians FC | 10–1 | Solitude, Belfast |